# Fujiwara no Yorimichi
Fujiwara no Yorimichi (藤原頼通, [[[992]]-1074] Erro: {{japonês}}: texto da transliteração contém caractere não latino (pos 16) (ajuda)) foi um membro da Corte no período Heian da história do Japão, filho de Michinaga e por isso se tornou Líder do Ramo Hokke do Clã Fujiwara .

## Carreira
Ele sucedeu seu pai no cargo de Sesshō em 1017, e depois passou a ser Kampaku de 1020 até 1068. Em ambas as posições, atuou como Sekkan (regente) do Imperador , como muitos de seus ancestrais e descendentes fizeram; o clã Fujiwara tinha o controle quase exclusivo sobre as posições de regência por mais de 200 anos. 
Yorimichi foi nomeado Naidaijin (Ministro do Centro) por um decreto do Imperador Go-Ichijo, em 4 de março de 1017 aos 25 anos de idade passando por cima de colegas mais antigos. No dia 16 foi nomeado Sesshō substituindo seu pai.
Em 22 de dezembro de 1019, ele renunciou ao cargo de Sesshō, a fim de se tornar Kampaku e Daijō Daijin (Chanceler). Em 1021 tornou-se Sadaijin (Ministro da Esquerda).
No reinado do Imperador Go-Suzaku em 1036 volta ao cargo de Daijō Daijin e ao de Sesshō.
Yorimichi renunciou ao cargo de Daijō Daijin, em 2 de setembro de 1062 e em 13 de dezembro de 1064, por não ter filhos do sexo masculino passou a liderança do Clã  ao seu irmão mais novo, o Sadaijin Norimichi. 
Em 1069 o Imperador Go-Sanjo promulgou um decreto que regulava os Shoen e criou um departamento encarregado de fiscalizá-los. Como consequência desta lei, neste mesmo ano forças do governador de Yamato entraram em confronto com monges do Kofuku-ji por causa da questão agrária. Yorimichi defendeu os monges e pediu a Go-Sanjo que lhes dessem a posse da terra ao Santuário. Go-Sanjo ignorou o apelo de Yorimichi e emitiu seu veredito. Yorimichi que fora contra a ascensão de Go-Sanjo desde o início ficou furioso e renunciou a seus cargos na Corte como protesto. No final Go-Sanjo não conseguiu executar seu projeto na capital, e relutantemente teve de cumprir com as exigências de Yorimichi e dos monges do Kofuku-ji.
No dia 29 de janeiro de 1072 entrou para o sacerdócio budista em Uji, quando contava com 80 anos de idade, onde recebeu o nome de Jakukaku. Yorimichi morreu em 2 de fevereiro de 1074 aos 82 anos de idade.
Yorimichi também é conhecido como o construtor do Salão da Fênix (鳳凰堂, Hōō-dō) do Byōdō-in em 1053, localizado em Uji.